# Det Norske Bibelselskap
Det Norske Bibelselskap är ett bibelsällskap verksamt i Norge.

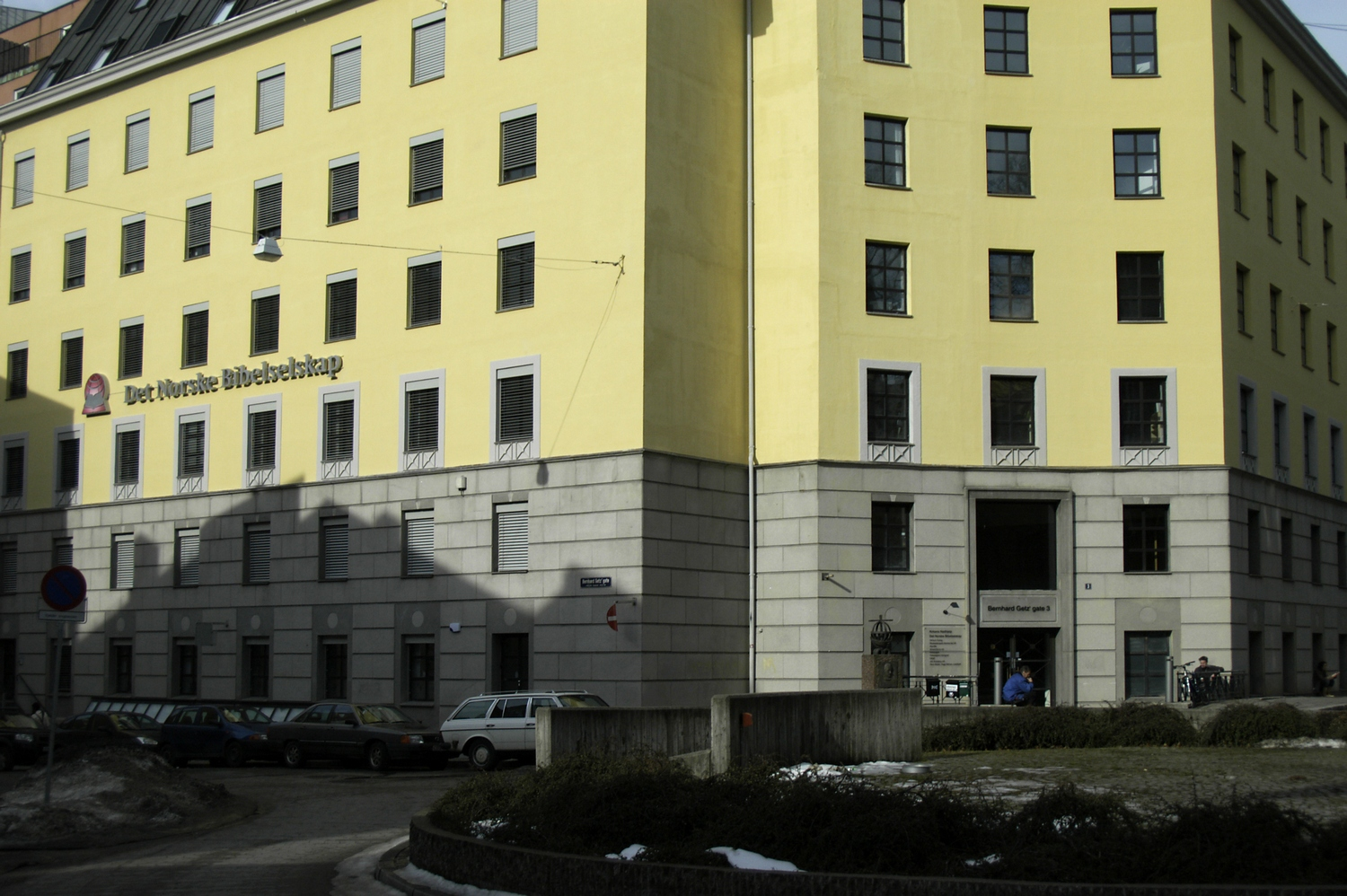
Det Norske Bibelselskapets huvudkontor på Bernhard Getz gate 3 i Oslo.

Sällskapet stiftades 1816 för spridning av bibeln i Norge. På dess initiativ utarbetades en ny översättning av gamla testamentet (1851–76; i reviderat skick utgiven 1876–87 och 1891) och av nya testamentet (1904).